# John McDowell
John Henry McDowell, född 7 mars 1942 i Boksburg i Sydafrika, är en sydafrikansk filosof. Han är sedan 1986 professor vid University of Pittsburgh. Bland hans influenser finns Kant, Hegel och Marx. McDowell är ledamot av American Academy of Arts and Sciences och British Academy.

## Biografi
John McDowell föddes i Boksburg 1942. Han studerade vid Zimbabwes universitet och senare vid New College i Oxford.
McDowell är en av företrädarna för moralisk partikularism, vilket innebär att det inom moralens område inte existerar någon övergripande, generell princip. Istället bedöms de enskilda handlingarna utifrån sin unika kontext.